# Вилко Келдерман
Вилко Калдерман (хол. Wilco Kelderman; 25. март 1991) холандски је професионални бициклиста који тренутно вози за UCI ворлд тур тим Визма—лејз а бајк. Освојио је по једнанпут Денмарк рунт и првенство Холандије у вожњи на хронометар, док је све три гранд тур трке завршио у топ 10, од чега Ђиро д’Италију на трећем мјесту, На Свјетском првенству у екипном хронометру, освојио је по једну златну и бронзану медаљу. 
Јуниорску каријеру почео је 2008. а 2010. прешао је у развојни тим Рабобанка. Године 2012. почео је професионалну каријеру у Рабобанку, а прве сезоне је освојио класификацију за најбољег младог возача на Критеријуму ди Дофине. Године 2013. освојио је Денмарк рунт, уз класификације по поенима и за најбољег младог возача, док је Тур де Романди завршио на петом мјесту. Године 2014. завршио је Ђиро д’Италију на седмом мјесту, након чега је Критеријум ди Дофине завршио на четвртом мјесту, уз освојену класификацију за најбољег младог возача. Године 2015. завршио је Вуелта а Каталуњу на деветом мјесту, уз освојену класификацију за најбољег младог возача, након чега је освојио првенство Холандије у вожњи на хронометар и завршио је Енеко тур на трећем мјесту. Године 2016. завршио је Вуелта а Андалузију на четвртом, а Тур де Свис на осмом мјесту, а на крају сезоне, потписао је уговор са тимом Санвеб.
Године 2017. на Ђиро д’Италији је радио за Тома Димулена, који је освојио Ђиро, након чега је завршио Вуелта а Еспању на четвртом мјесту и освојио је златну медаљу на Свјетском првенству у екипном хронометру. Године 2018. завршио је Абу Даби тур на другом мјесту и Тур де Свис на петом, док је у финишу сезоне завршио Вуелта а Еспању на десетом мјесту и освојио је сребрну медаљу на Свјетском првенству у екипном хронометру. Године 2019. завршио је УАЕ тур на петом и Вуелта а Еспању на седмом мјесту.
Године 2020. прешао је у тим Бора—ханзгро. УАЕ тур је завршио на шестом мјесту, а Тирено—Адријатико на четвртом, након чега је био лидер тима на Ђиро д’Италији. На етапи 18. преузео је розе мајицу од Жоаа Алмеиде, али је изгубио на етапи 20. коју су његов сувозач — Џај Хиндли и Тео Гејган Харт завршили са истим временом. Гејган Харт је освојио Ђиро, а Келдерман је завршио на трећем мјесту. Године 2021. завршио је Вуелта а Каталуњу на петом и Критеријум ди Дофине на четвртом мјесту, након чега је био лидер тима на Тур де Франсу, који је завршио на петом мјесту, чиме је све три гранд тур трке завршио у топ 10. Године 2022. возио је Ђиро д’Италију и Вуелта а Еспању, али се није борио за генерални пласман.
Године 2023. прешао је у Јумбо—визму.